# Morella funckii
Morella funckii är en porsväxtart som först beskrevs av Auguste Jean Baptiste Chevalier, och fick sitt nu gällande namn av Parra-os. Morella funckii ingår i släktet Morella och familjen porsväxter. Inga underarter finns listade i Catalogue of Life.